# Valle de Villaverde
Valle de Villaverde (antigament anomenat Villaverde de Trucíos; en càntabre Valli de Villaverdi; en euskera Villaverde Turtzioz) és un municipi de la comunitat autònoma de Cantàbria. Com a enclavament càntabre en el País Basc limita amb els municipis biscaïns de Karrantza, Artzentales i Turtzioz. Amb posterioritat a la divisió territorial d'Espanya de 1833 el municipi seria conegut com a Villaverde de Trucíos. El 28 de gener de 2005 l'ajuntament va acordar recuperar el seu nom històric de Valle de Villaverde amb la finalitat d'evitar permanents confusions amb el veí municipi basc de Turtzioz (en castellà Trucíos).
Aquesta vall va ser comprada el 13 de desembre de 1440 per Pedro Fernández de Velasco, Conestable de Castella, la família del qual ja posseïa d'altres territoris de la Vall de l'Asón, alienant-se de la Senyoria d'Avellaneda, cosa que va provocar, fet i fet, que passés a pertànyer a la província de Santander i finalment a Cantàbria.
Del patrimoni històric artístic del municipi en sobresurt l'església de Santa María, en ruïnes a causa de les batalles carlistes de 1875 que es van produir a la zona i al gradual abandonament posterior. Al sud del municipi s'hi situa el naixement del Riu Agüera, la vall del qual té altituds de més de 400 metres. El municipi és travessat d'oest a est per la línia de ferrocarril Santander-Bilbao de la companyia FEVE.

## Localitats
- La Altura/L'Altura.
- El Campo/El campu.
- La Capitana.
- Los Hoyos.
- La Iglesia/La Ilesia.
- Laiseca.
- La Matanza (Capital).
- Mollinedo/Mollinéu.
- Palacio/El Palaciu.
- Villanueva.

## Administració
De la mateixa manera que el Comtat de Treviño, (un enclavament de Burgos a Àlaba), aquest territori ha estat reclamat per alguns partits bascos com a propi, tot i que el president de la Comunitat Autònoma de Cantàbria, Miguel Ángel Revilla, ja ha mostrat la seva total oposició a cedir-lo. El municipi està governat actualment amb majoria absoluta pel Partit Regionalista de Cantàbria (PRC).
A principis dels anys 90 l'actual corporació del PRC (en aquell moment agrupació independent) i els regidors del PSC-PSOE va demanar públicament pertànyer al País Basc, arribant a sol·licitar l'actual alcalde (Pedro Luis María Llaguno) audiència amb el rei per a tractar el tema. Després d'això Cantàbria va realitzar una inversió milionària a Villaverde que fins al moment ha aconseguit resoldre el tema de la pertinença o no pertinença a la Comunitat autònoma del País Basc.
Les següents taules mostren els resultats de les eleccions municipals celebrades el 2003 i 2007.
| Eleccions municipals, 25 de maig de 2003 |      |        |          |
| Partit                                   | Vots | %      | Regidors |
| PRC                                      | 259  | 84,09% | 6        |
| PP                                       | 38   | 12,34% | 1        |

| Eleccions municipals, 27 de maig de 2007 |      |        |          |
| Partit                                   | Vots | %      | Regidors |
| PRC                                      | 238  | 71,90% | 6        |
| IU                                       | 59   | 17,82% | 1        |